# Oligosita brevipennis
Oligosita brevipennis is een vliesvleugelig insect uit de familie Trichogrammatidae. De wetenschappelijke naam is voor het eerst geldig gepubliceerd in 1928 door Hellén.